# Castrapo
Castrapo es el nombre que se le da en Galicia (España) a una variante popular del castellano hablada en dicha comunidad autónoma, caracterizada por el uso de sintaxis, vocabulario y de expresiones tomadas del idioma gallego que no existen en castellano. Es frecuente en las aldeas y pueblos gallegos.

### Ejemplos
- Vas a escorregar (castrapo) – Vas a resbalar (castellano).

- Pecha la ventana (castrapo) – Cierra la ventana (castellano) – Pecha / fecha a ventá / fiestra / xanela (gallego).

- Un litro de aceche (castrapo) – Un litro de aceite (castellano y gallego).

La confusión surge por la identificación de la terminación -eite gallega con la -eche castellana. Uno de los más conocidos es el de 
- Yo no te hablo gallego, que no te lo sé (castrapo) – No hablo gallego, que no lo sé / porque no lo sé (castellano) – Non che falo galego, que non cho sei (gallego).

Al usar te en castrapo, se calca la estructura del gallego y se hace anómalo el castellano, ya que no es idioma habitual en el habla coloquial de Galicia.

## Otra acepción
Existe otra acepción de castrapo, empleada informalmente por los sectores reintegracionistas, para referirse a la actual normativa del idioma gallego, considerado contaminado irremisiblemente por el castellano.